# Anam Imo
Anam Mary Imo, född den 30 november 2000, är en nigeriansk fotbollsspelare (anfallare) som spelar för damallsvenska Piteå IF och det nigerianska landslaget. 

## Klubbkarriär
I april 2019 värvades Imo av FC Rosengård, där hon skrev på ett tvåårskontrakt. Imo debuterade i Damallsvenskan den 11 maj 2019 i 2–3-förlust mot Limhamn Bunkeflo, där hon blev inbytt i den 73:e minuten mot Anja Mittag. Imo spelade totalt 17 ligamatcher och gjorde fem mål under säsongen 2019. Följande säsong gjorde hon två mål på 20 ligamatcher.
I november 2020 värvades Imo av Piteå IF, där hon skrev på ett treårskontrakt. I augusti 2023 förlängde Imo sitt kontrakt i klubben fram över säsongen 2025.

## Landslagskarriär
Imo var en del av Nigerias trupp under VM i Frankrike år 2019. Hon utsågs till årets bästa unga spelare i Nigeria i april 2019.